# OPML

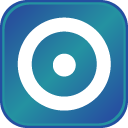
Icono de OPML.

OPML (Outline Processor Markup Language) es un formato XML para esquemas (outlines). Fue creado inicialmente por Radio Userland para aplicaciones que procesen texto en forma de esquema, aunque su uso más habitual hoy en día es para listar varias fuentes RSS juntas; también se puede usar, por supuesto, en programas gestores personales de información.
Se compone principalmente de 4 etiquetas: el nodo raíz, opml; head y body para indicar la cabecera y el cuerpo del documento; y outline para cada una de las líneas en el esquema.
RSSGuard, FeedReader, Akregator y Feedly implementan el protocolo OPML para realizar importación y exportación de las fuentes RSS.

## Ejemplos de documentos OPML
- OPML de Planet Granada